# 월성군 을
월성군 을은 대한민국의 옛 국회의원 선거구이다. 당시 경상북도 월성군의 일부 지역을 관할했다.

## 역사
1955년 9월, 경주군의 일부 지역이 경주시로 승격되었다. 이후 경주군의 잔여 지역은 월성군으로 개칭되었다. 이에 제4대 국회의원 선거를 앞두고 월성군의 일부 지역을 관할하는 선거구로 신설되었다. 신설 당시 안강읍, 서면, 현곡면, 강동면, 천북면을 관할했다.
제6대 국회의원 선거를 앞두고 경주시 선거구, 월성군 갑 선거구와 통합되어 경주시·월성군 선거구를 이루게 됨에 따라 폐지되었다.

## 역대 국회의원
| 선거   | 정당 | 정당   | 의원   |
| ------ | ---- | ------ | ------ |
| 1958년 |      | 자유당 | 이종준 |
| 1960년 |      | 민주당 | 황한수 |

## 역대 선거 결과

### 대한민국 제4대 국회의원 선거
|  | 23.94% |

|  | 19.85% |

|  | 19.82% |

|  | 13.54% |

|  | 13.31% |

|  | 9.50% |

### 대한민국 제5대 국회의원 선거
|  | 23.57% |

|  | 20.23% |

|  | 17.78% |

|  | 14.31% |

|  | 11.10% |

|  | 9.57% |

|  | 3.40% |

## 같이 보기
- 경주시의 국회의원